# Équipe d'Irlande de rugby à XV au Tournoi des Cinq Nations 1948
L'équipe d'Irlande a terminé première du Tournoi des Cinq Nations 1948 en réalisant un Grand Chelem, soit quatre victoires pour quatre matches disputés avec neuf essais et trois transformations. 
21 joueurs ont contribué à ce succès. 

## Première Ligne
- Jimmy Corcoran (1 match, titulaire)
- John Daly (3 matches, 3 fois titulaire)
- Albert McConnell (4 matches, 4 fois titulaire)
- Karl Mullen (4 matches, 4 fois titulaire et 3 fois capitaine)

## Deuxième Ligne
- Colm Callan (4 matches, 4 fois titulaire)
- Ernie Keeffe (1 match, titulaire)
- JE Nelson (3 matches, 3 fois titulaire)

## Troisième Ligne
- Robert Agar (1 match, comme titulaire)
- Jim McCarthy (4 matches, 4 fois titulaire)
- Bill McKay (4 matches, 4 fois titulaire)
- Des O'Brien (3 matches, 3 fois titulaire)

## Demis de mêlée
- Hugh De Lacy (2 matches, 2 fois titulaire)
- Ernest Strathdee (2 matches, 2 fois titulaire et 1 fois capitaine)

## Demi d’ouverture
- Jack Kyle (4 matches, 4 fois titulaire)

## Trois quarts centres
- William McKee (4 matches, 4 fois titulaire)
- Michael O'Flanagan (1 match, titulaire)
- Patrick Reid (3 matches, 3 fois titulaire)

## Trois quart aile
- Barney Mullan (4 matches, 4 fois titulaire)
- Bertie O'Hanlon (4 matches, 4 fois titulaire)

## Arrières
- Dudley Higgins (3 matches, 3 fois titulaire)
- John Mattsson (1 match, titulaire)

## Résultats des matches
| Le 1er janvier à Paris  | France     | 6 - 13  | Irlande |
| Le 14 février à Londres | Angleterre | 10 - 11 | Irlande |
| Le 28 février à Dublin  | Irlande    | 6 - 0   | Écosse  |
| Le 13 mars à Belfast    | Irlande    | 6 - 3   | Galles  |

| Équipe  | Rang | J | V | N | D | PP | PC | Pts |
| ------- | ---- | - | - | - | - | -- | -- | --- |
| Irlande | 1    | 4 | 4 | 0 | 0 | 36 | 19 | 8   |

Légende :
J matches joués, V victoires, N matches nuls, D défaites
PP points marqués, PC points encaissés
Pts points de classement.

## Meilleur réalisateur
1. Barney Mullan 15 points (3 essais, 3 transformations)

## Marqueurs d'essais
1. Barney Mullan 3 essais,
2. Jack Kyle 2 essais
3. John Daly, Bill McKay, William McKee, Patrick Reid, 1 essai